# Мола, Пьер Франческо
Пьер Франческо Мола (итал. Pier Francesco Mola; 9 февраля 1612, Колдрерио, Тичино — 13 мая 1666, Рим) — итальянский художник академического направления римской школы. Писал картины на религиозные и мифологические сюжеты, пейзажи с фигурами, портреты. Также работал в техниках фрески и офорта. С 1662 года возглавлял Академию Святого Луки в Риме.

## Жизнь и творчество
Пьер Франческо родился в италоязычном кантоне Тичино на юге Швейцарии: в то время территория Италии. «Тессинцы» славились своими каменщиками, инженерами и строителями. Отец будущего художника —Джованни Баттиста Мола, был архитектором, в 1616 году с малолетним сыном он переехал в Рим. Пьер Франческо Мола учился живописи у Джузеппе Чезари. Мало что известно о его творчестве в первые годы. С 1633 года он сопровождал отца в его работе в северной Италии, долгое время работал в Венеции и Болонье.
В 1641 году художнику поручили написать три фрески в Оратории Мадонны дель Кармело (Оратории ордена кармелитов) на его родине. В течение двух лет он был помощником Франческо Альбани в Болонье.
Пьер Франческо Мола вернулся в Рим в 1647 году для выполнения заказов кардинала Камилло Памфили, племянника папы Иннокентия X. Возможно, он выполнил фрески во дворце семьи Памфили в Неттуно (Лацио) в 1651—1652 годах. Он был одним из художников, которые должны были расписать огромный Палаццо Дориа-Памфили в Вальмонтоне (Лацио), но эта работа не состоялась из-за ссоры с заказчиком.
Папа Александр VII поручил Мола в 1656 году написать фреску «Иосиф открывается своим братьям» в «Жёлтом зале» Квиринальского дворца, которая считается его главной работой. Среди заказчиков художника была королева Кристина Шведская, которая с 1655 года проживала в Риме. П. Ф. Мола получил также приглашение французского двора сопровождать кардинала Флавио Киджи, но не смог принять это приглашение из-за болезни.
В 1655 году Мола был принят в Академию Святого Луки в Риме, в 1662—1663 годах он занимал должность принцепса, но сохранить её и здесь помешала болезнь.
Художественное творчество Пьер Франческо Мола противоречиво и неустойчиво в стилевом отношении, хотя и тяготеет к классицизму. В живописи художника очевидны последовательные влияния Никола Пуссена, Франческо Альбани, Гверчино и Сальваторе Розы.
Картины Мола можно найти не только в Риме, но и в крупных картинных галереях Лондона, Нью-Йорка и Лос-Анджелеса. В парижском Лувре собраны его рисунки, однако большая часть из них находится в Дюссельдорфской академии художеств, основатель которой Ламберт Крае собирал многие произведения искусства, в том числе рисунки Мола. В Санкт-Петербургском Эрмитаже находятся пять картин Пьер Франческо Мола.
Помимо Пьер Франческо менее известны и другие художники этой семьи, а также многие однофамильцы.

## Галерея

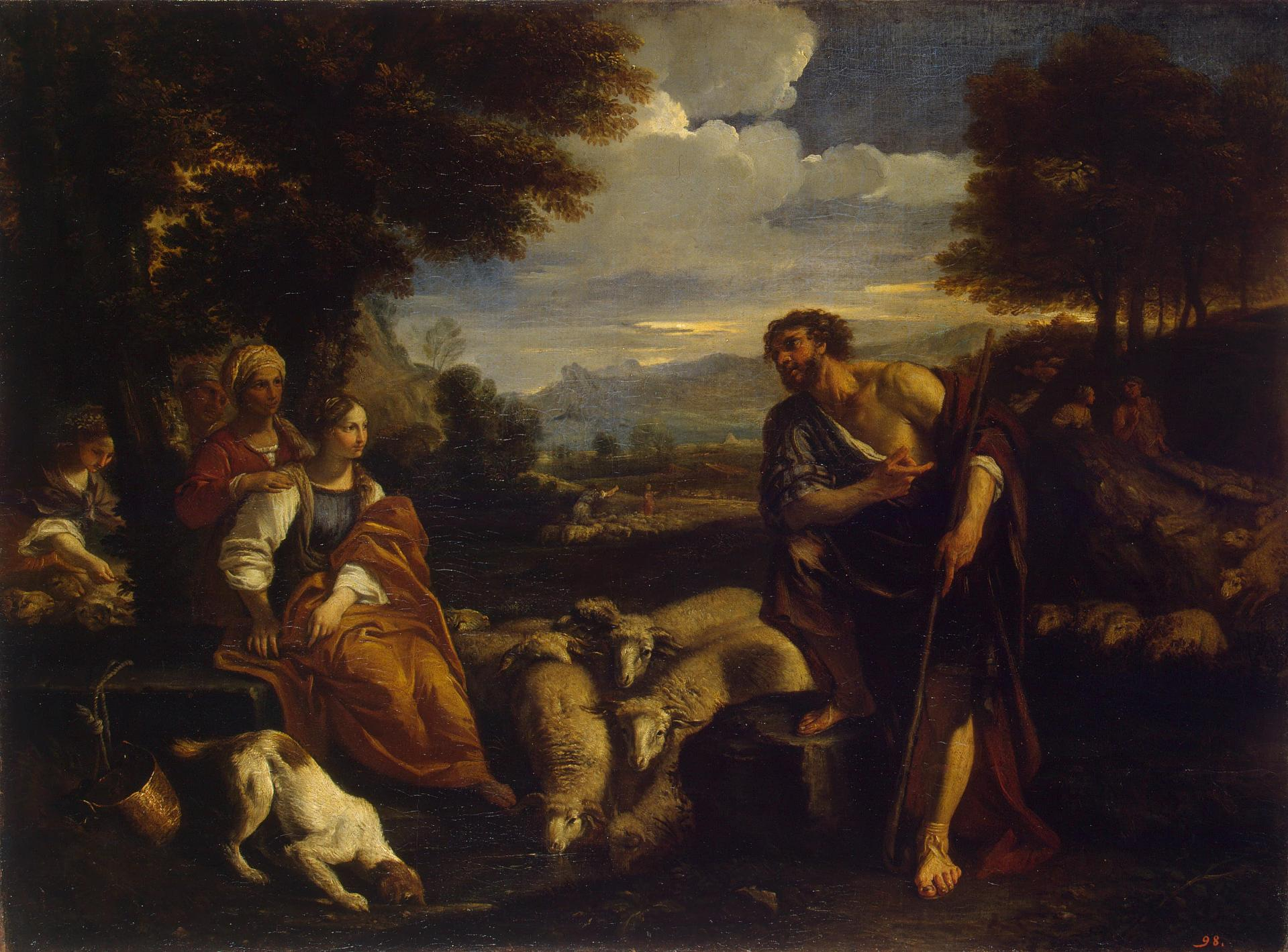
Встреча Иакова и Рахили. 1640-е гг. Холст, масло. Государственный Эрмитаж, Санкт-Петербург
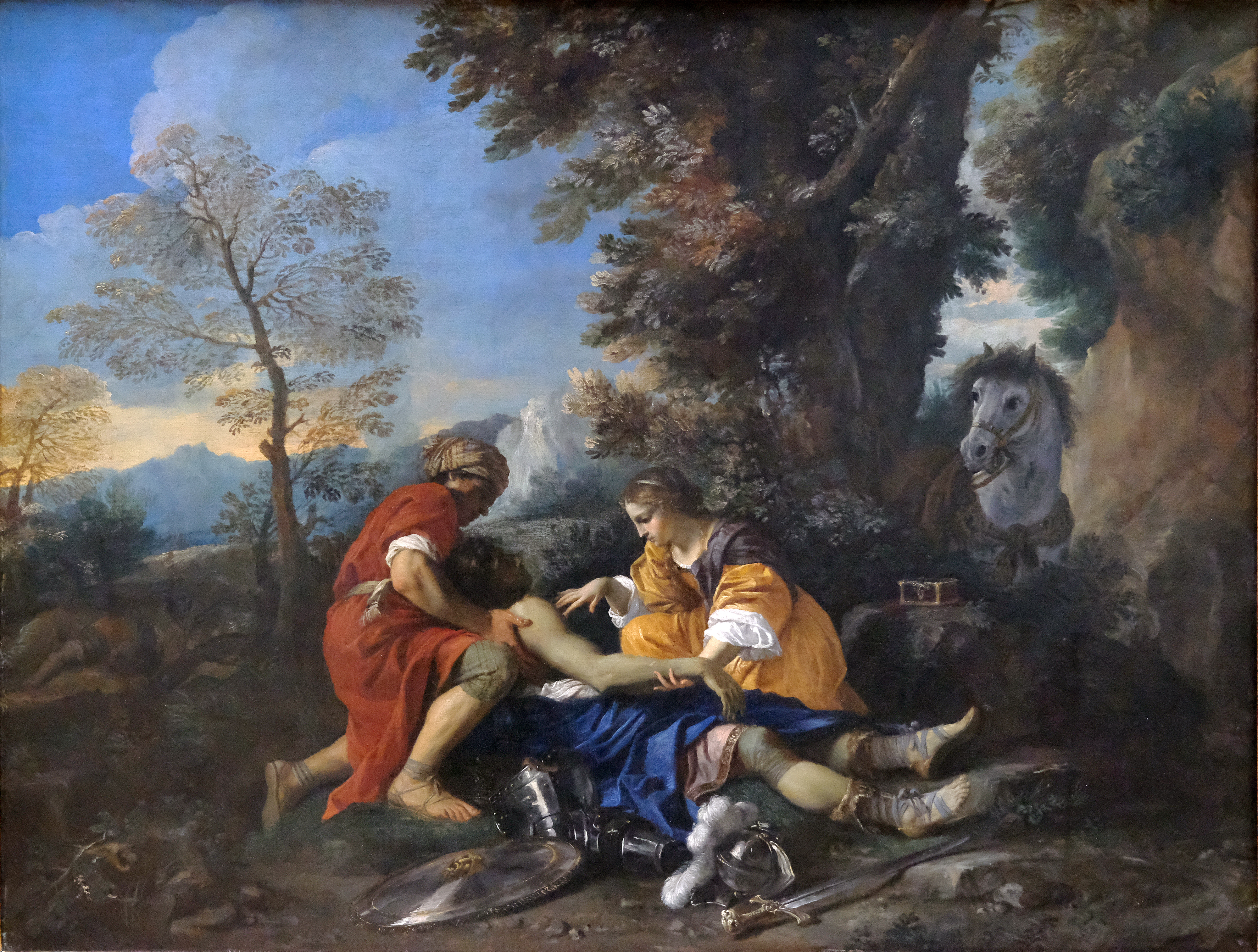
Танкред и Эрминия. 1650-е гг. Холст, масло. Лувр, Париж
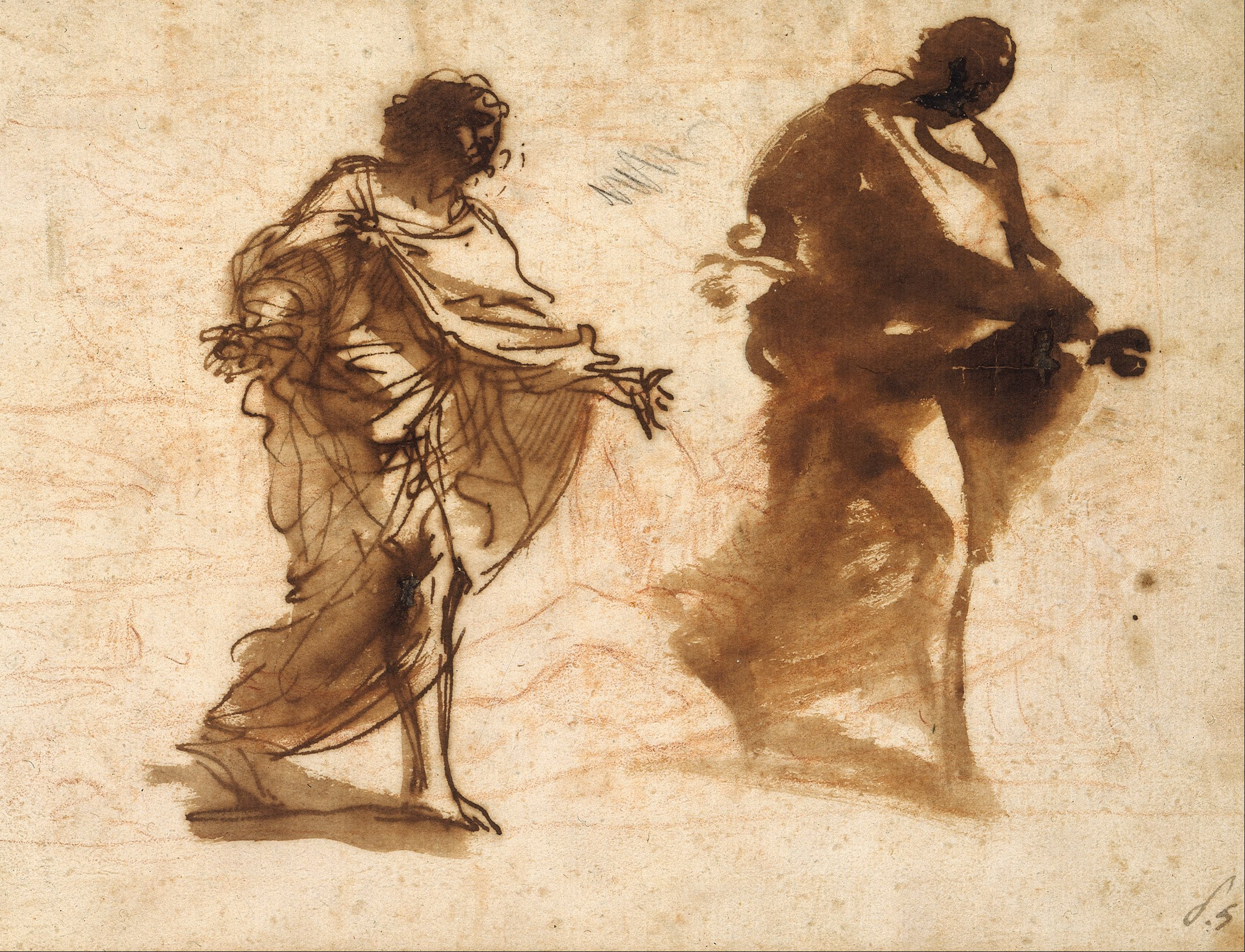
Два эскиза для фигуры Иосифа. 1655. Бумага, перо, кисть, бистр. Музей Кунстпаласт, Дюссельдорф
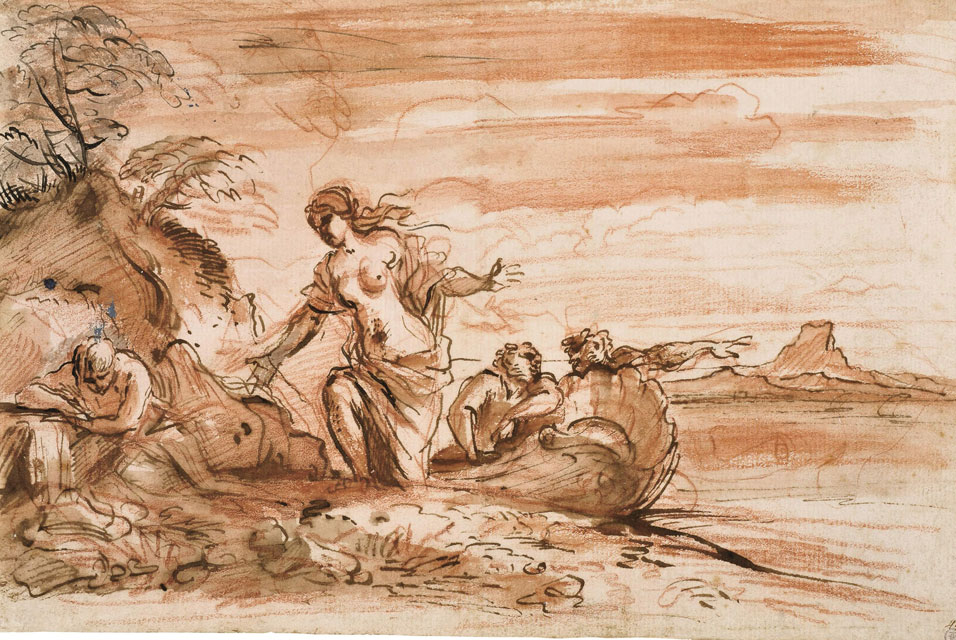
Венера, спасающая Энея. Конец 1650-х гг.
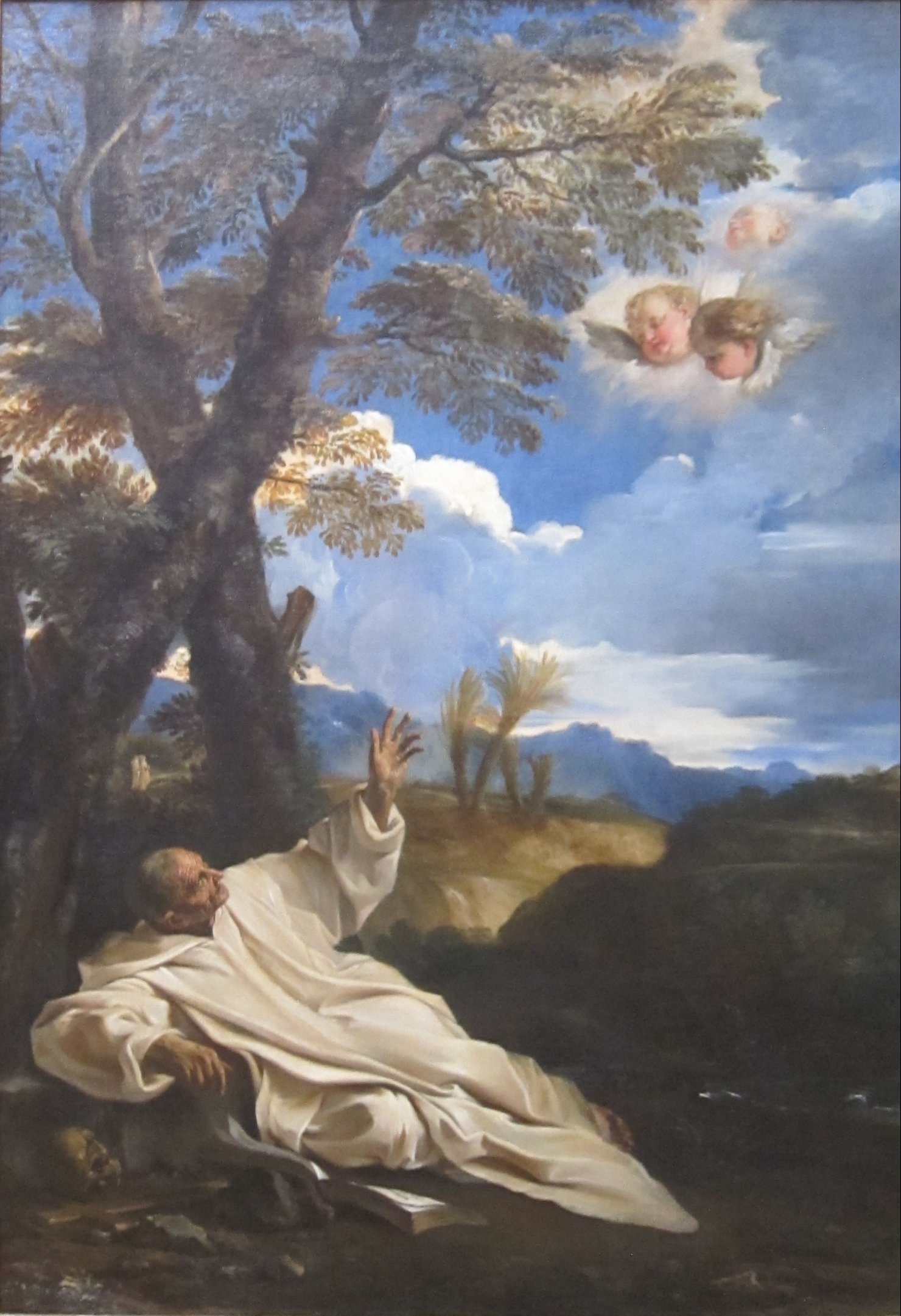
Видение Святого Бруно. Ок. 1660. Холст, масло. Центр Гетти, Лос-Анджелес
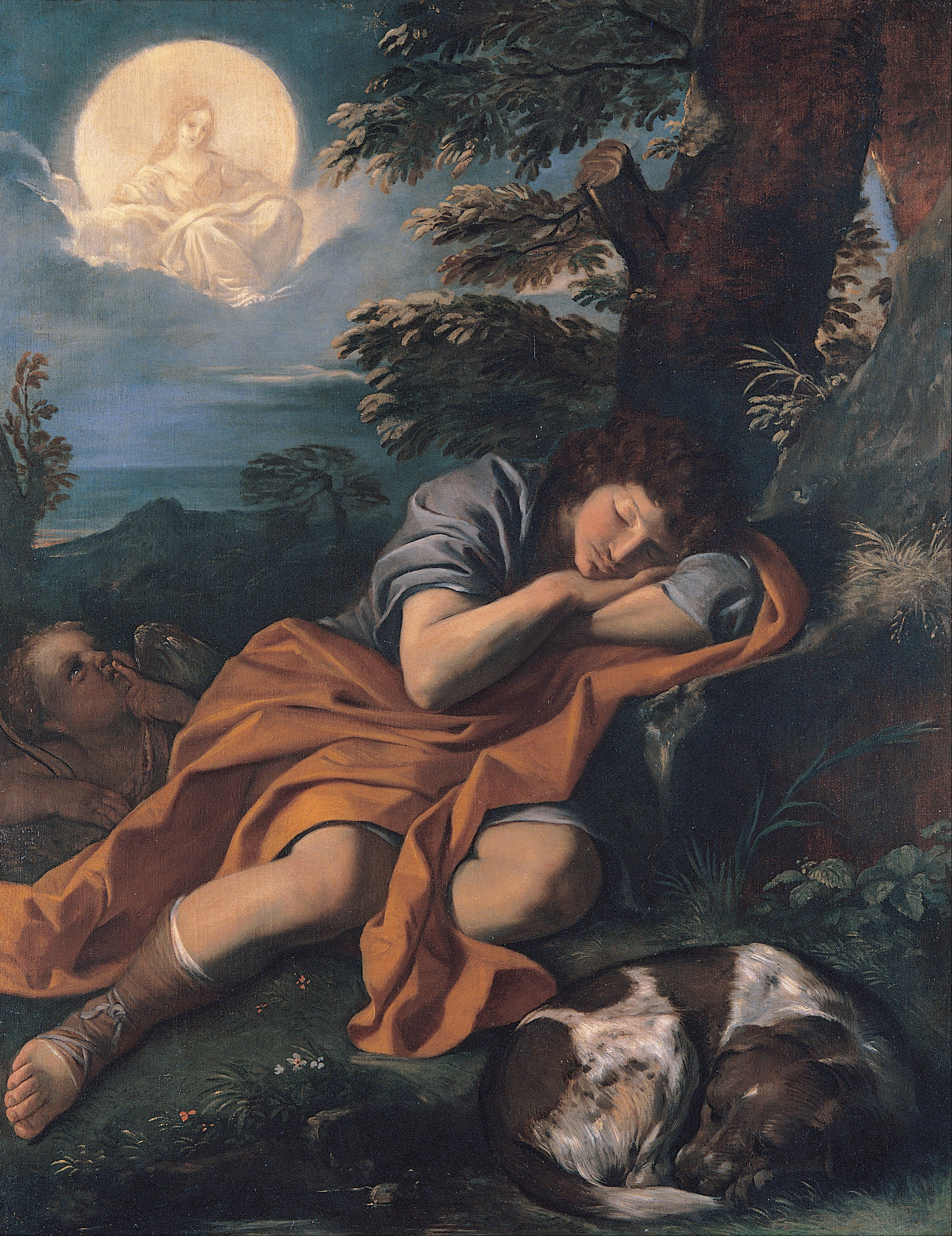
Диана и Эндимион. Ок. 1660. Холст, масло. Капитолийские музеи, Рим